# العلاقات السنغالية الوسط إفريقية
العلاقات السنغالية الوسط أفريقية هي العلاقات الثنائية التي تجمع بين السنغال وجمهورية أفريقيا الوسطى.

## مقارنة بين البلدين
هذه مقارنة عامة ومرجعية للدولتين:
| وجه المقارنة                                              | السنغال                                              | جمهورية أفريقيا الوسطى      |
| --------------------------------------------------------- | ---------------------------------------------------- | --------------------------- |
| المساحة (كم2)                                             | 196.72 ألف                                           | 622.98 ألف                  |
| عدد السكان (نسمة)                                         | 15.85 مليون                                          | 4.66 مليون                  |
| الكثافة السكانية (ن./كم²)                                 | 80.57                                                | 7.48                        |
| العاصمة                                                   | داكار                                                | بانغي                       |
| اللغة الرسمية                                             | لغة فرنسية، اللغة الولوفية، باديارا ‏، اللغة البلنتية | لغة فرنسية، اللغة السانغوية |
| العملة                                                    | فرنك غرب أفريقي                                      | فرنك وسط أفريقي             |
| الناتج المحلي الإجمالي (بليون دولار)                      | 16.37 مليار                                          | 1.95 مليار                  |
| الناتج المحلي الإجمالي (تعادل القوة الشرائية) بليون دولار | 36.62 مليار                                          | 3.03 مليار                  |
| الناتج المحلي الإجمالي الاسمي للفرد دولار أمريكي          | 899                                                  | 323                         |
| الناتج المحلي الإجمالي للفرد دولار أمريكي                 | 2.33 ألف                                             | 594                         |
| مؤشر التنمية البشرية                                      | 0.466                                                | 0.350                       |
| رمز المكالمات الدولي                                      | +221                                                 | +236                        |
| رمز الإنترنت                                              | .sn                                                  | .cf                         |
| المنطقة الزمنية                                           | 00                                                   | ت ع م+01:00                 |

## منظمات دولية مشتركة
يشترك البلدان في عضوية مجموعة من المنظمات الدولية، منها:
| علم المنظمة | اسم المنظمة                                 | تاريخ انضمام السنغال | تاريخ انضمام جمهورية أفريقيا الوسطى |
| ----------- | ------------------------------------------- | -------------------- | ----------------------------------- |
|             | وكالة ضمان الاستثمار متعدد الأطراف          | 12 أبريل 1988        | 8 سبتمبر 2000                       |
|             | الأمم المتحدة                               | 28 سبتمبر 1960       | 20 سبتمبر 1960                      |
|             | الفريق المعني برصد الأرض                    | ?                    | ?                                   |
|             | منظمة حظر الأسلحة الكيميائية                | ?                    | ?                                   |
|             | منظمة التجارة العالمية                      | ?                    | ?                                   |
|             | منظمة الشرطة الجنائية الدولية               | ?                    | ?                                   |
|             | الاتحاد الأفريقي                            | ?                    | ?                                   |
|             | البنك الإفريقي للتنمية                      | ?                    | ?                                   |
|             | مؤسسة التنمية الدولية                       | 31 أغسطس 1962        | 27 أغسطس 1963                       |
|             | يونسكو                                      | 10 نوفمبر 1960       | 11 نوفمبر 1960                      |
|             | مجموعة دول أفريقيا والكاريبي والمحيط الهادئ | ?                    | ?                                   |
|             | الاتحاد البريدي العالمي                     | ?                    | ?                                   |
|             | البنك الدولي للإنشاء والتعمير               | 31 أغسطس 1962        | 10 يوليو 1963                       |
|             | أفريستات ‏                                   | 21 سبتمبر 1993       | 21 سبتمبر 1993                      |
|             | الاتحاد الدولي للاتصالات                    | 15 نوفمبر 1960       | 2 ديسمبر 1960                       |
|             | مؤسسة التمويل الدولية                       | 31 أغسطس 1962        | 1 أبريل 1991                        |
|             | المركز الدولي لتسوية المنازعات الاستشارية   | 21 مايو 1967         | 14 أكتوبر 1966                      |
|             | أحدى                                        | ?                    | ?                                   |

## وصلات خارجية
- موقع وزارة الخارجية السنغالية